# ЦСКА (баскетбольный клуб, Москва)
ПБК ЦСКА — российский баскетбольный клуб из Москвы. Самый титулованный российский баскетбольный клуб. Второй клуб в Европе по количеству трофеев после мадридского «Реала».

## История

### Советский период (1923—1991)
Баскетбольный клуб ЦСКА ведёт свою историю с 1923 года, когда была создана Центральная спортивная организация Красной Армии — Опытно-показательная площадка всеобуча (ОППВ). Команды ОППВ участвовали в первенстве Москвы по баскетболу. С 1928 года — ЦДКА. В 1945 году команда стала чемпионом СССР, в 1946 году выиграла серебро чемпионата Советского Союза, а на следующий год — бронзу.
В 1949 году команда в полном составе перешла в созданный Василием Сталиным клуб ВВС МВО, который на четыре года стал одним из фаворитов первенства страны, завоевав третье место в 1949 и 1950 годах, второе — в 1951 году и став чемпионом в 1952 году.
В 1960 году клуб получил своё нынешнее название.
В сезоне 1969/70 годов новым главным тренером стал Александр Гомельский. Именно при нём команда более 10 раз выигрывала первенство СССР и неоднократно была обладателем Кубка европейских чемпионов. 1979 год — последний в деятельности Александра Гомельского в должности главного тренера клуба.
C 1980 года главным тренером ЦСКА стал ученик Гомельского Юрий Селихов, под его руководством клуб в 1980, 1981, 1983, 1984 годах продолжил свою победную серию в первенстве Советского Союза. С 1982 года ЦСКА тренировал Сергей Белов.

### Начало больших побед (1992—2022)
В 1992 году ЦСКА возглавил Станислав Ерёмин. С 1992 по 2000 год он 9 раз подряд привел ЦСКА к титулу чемпиона России. В 1996 году клуб вышел в Финал четырёх Европейской лиги ФИБА, где в полуфинале уступил греческому «Панатинаикосу» (71:81), а в матче за третье место переиграл «Реал Мадрид» (77:76). В 2000 году ЦСКА выиграл первенство Североевропейской лиги. По окончании сезона, в 2000 году Еремин перешёл в БК УНИКС (Казань).
В 2000 году клуб возглавил закончивший карьеру игрока Валерий Тихоненко. В сезонах 2000—2002 годов в рамках Суперлиги А ЦСКА остался без медалей. Впервые в истории клуба подобный случай произошёл в 1959 году. Однако на международной арене клуб выступил хорошо, в 2001 году завоевав путевку в Финал четырёх Супролиги ФИБА (поражение в полуфинале от «Маккаби» Тель-Авив). В 2002 году армейцы были очень близки к попаданию Финал четырёх Евролиги УЛЕБ, однако проигрыш в решающем матче лишил их этих шансов.
В межсезонье президент клуба Александр Гомельский пригласил на должность генерального менеджера Сергея Кущенко, который затеял коренную перестройку в клубе. Изменилась инфраструктура, главный тренер и многие игроки. Это в первый же сезон принесло ЦСКА победу в чемпионате России и выход в Финал четырёх Евролиги (поражение в полуфинале от «Барселоны»).
В сезонах 2002—2011 годов ЦСКА выиграл все девять первенств России, четырежды завоевав Кубок России.
В сезон 2004/2005 года армейцы установили уникальное достижение: в 64 матчах они одержали 60 побед, в 31 матче в гостях 31 раз они добивались победного результата.
В первый же сезон 2005/2006 года под руководством нового наставника итальянца Этторе Мессины ЦСКА выиграл Кубок России, титул чемпиона России и чемпиона Евролиги.
В течение 2002—2010 годов ЦСКА неизменный участник Финала четырёх, дважды став чемпионом и дважды играя в финале.
Летом 2010 года руководство клуба попробовало эволюционный путь развития. На пост главного тренера был приглашен один из лучших европейских специалистов по работе с молодежью Душко Вуйошевич. Однако сербу не удалось найти общего языка с командой. Его единственным серьёзным достижением стала предсезонная победа над «Кливленд Кавальерс» во время заокеанского турне ЦСКА — первый в истории успех европейского клуба против клуба НБА на территории США. Тем не менее армейцы трудно вкатывались в сезон и впервые за долгие годы не попали в Топ-16 Евролиги. Это привело к увольнению Вуйошевича, место которого в ноябре в качестве исполняющего обязанности занял Дмитрий Шакулин, а в феврале ЦСКА возглавил Йонас Казлаускас. К спискам неудач красно-синих добавилось поражение в финале Единой лиги ВТБ, но ЦСКА все же нашёл свою игру в плей-офф чемпионата России, выиграв девятый титул подряд.

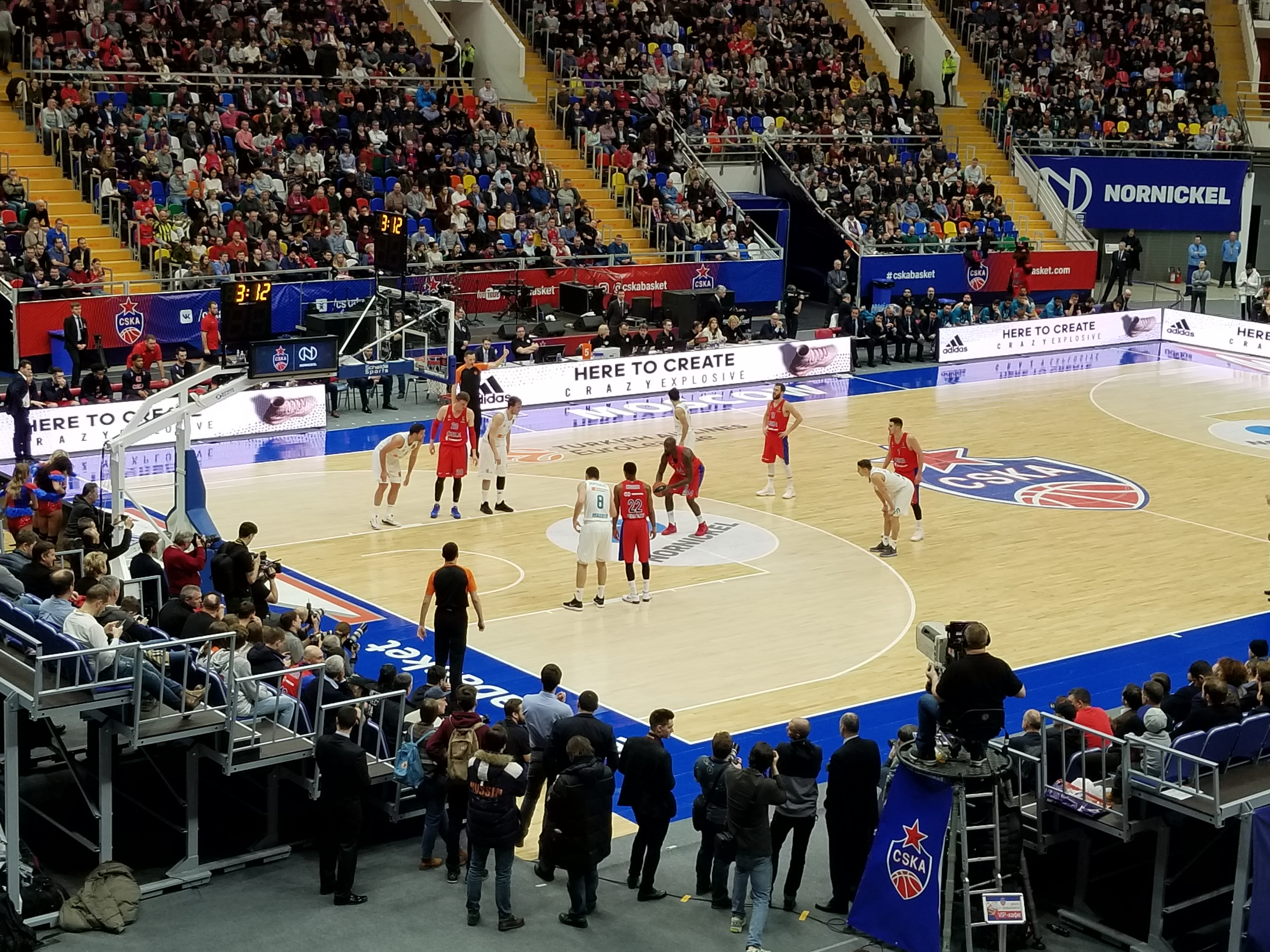
Матч в ДС «Мегаспорт» против мадридского Реала в феврале 2018 года, закончившийся победой армейцев со счётом 93:87.

В межсезонье 2011/2012 команду покинули сразу трое ветеранов, являвшихся лицом армейского клуба — Джон Роберт Холден, Траджан Лэнгдон и Матьяж Смодиш.
В сезоне 2011/2012 ЦСКА потерпел всего 6 поражений: от «Химок», «Спартака» (СПб), чешского «Нимбурка», стамбульского «Галатасарая» и испанского «Бильбао». Шестое и самое обидное поражение ЦСКА потерпел в финале Евролиги от греческого «Олимпиакоса».
Спустя 4 года ЦСКА всё же удалось выиграть Евролигу. Финал четырёх сезона 2015/2016 проходил в Берлине. В полуфинале «армейцы» одолели другую российскую команду «Локомотив-Кубань», а затем, в драматичном финальном матче, ЦСКА в овертайме вырвал победу у турецкого «Фенербахче» и в 7-й раз выиграл главный баскетбольный турнир Европы.
19 мая 2019 года, в городе Витория-Гастейс (Испания) прошёл финальный матч Евролиги сезона 2018/2019. Московский ЦСКА играл против турецкого клуба «Анадолу Эфес» и смог добиться победы, выиграв в восьмой раз в своей истории главный турнир европейского баскетбола, счёт финального поединка — 91:83.
Проиграв в решающем матче финальной серии Единой лиги ВТБ против «Зенита» (75:81, 3-4), главный тренер Димитрис Итудис объявил о том, что покидает команду. Димитрис Итудис – самый успешный тренер в новейшей истории ЦСКА. За 8 лет в клубе он дважды побеждал в Евролиге (2016, 2019) и семь раз в лиге ВТБ (за исключением 2022 года).

### Новое время (с 2022 года)
17 июня клуб объявил, что новым главным тренером ЦСКА стал Эмил Райкович. Под его руководством команда впервые за долгое время не попала в финал Единой лиги ВТБ/чемпионата России, уступив в драматичной полуфинальной серии (3-4) «Локомотиву-Кубани». В следующем сезоне красно-синие неудачно выступили во второй стадии регулярного чемпионата Лиги ВТБ, проиграв 7 матчей из 10, и, несмотря на итоговое третье место в турнирной таблице и борьбу за лидерство до последнего тура, руководство решилось на смену тренера.
15 апреля 2024 года, за неделю до старта плей-офф, команду возглавил Андреас Пистиолис, ранее на протяжении восьми лет работавший ассистентом Итудиса. Под руководством Пистиолиса москвичи последовательно обыграли «Енисей», «Зенит» и УНИКС, после трёхлетнего перерыва вернув титул чемпионов Лиги ВТБ.

### Легенды клуба
Среди знаменитых в прошлом игроков и тренеров известны, прежде всего, Александр Гомельский, Арменак Алачачян, Владимир Андреев, Сергей Белов, Александр Мелешкин, Александр Волков, Геннадий Вольнов, Валерий Гоборов, Иван Едешко, Станислав Еремин, Алжан Жармухамедов, Виктор Зубков, Андрей Кириленко, Яак Липсо, Андрей Лопатов, Валерий Милосердов, Анатолий Мышкин, Сергей Тараканов, Валерий Тихоненко, Владимир Ткаченко, Александр Травин и многие другие. Своеобразной живой легендой клуба является массажист Аскер Барчо, работающий с командой с 1976 года.

## Достижения

### Национальные
- 24-кратный чемпион СССР: 1945, 1960, 1961, 1962, 1964, 1965, 1966, 1969, 1970, 1971, 1972, 1973, 1974, 1976, 1977, 1978, 1979, 1980, 1981, 1982, 1983, 1984, 1988, 1990
- 2-кратный обладатель Кубка СССР: 1972, 1973
- 29-кратный чемпион России: 1992, 1993, 1994, 1995, 1996, 1997, 1998, 1999, 2000, 2003, 2004, 2005, 2006, 2007, 2008, 2009, 2010, 2011, 2012, 2013, 2014, 2015, 2016, 2017, 2018, 2019, 2021, 2024, 2025
- 4-кратный обладатель Кубка России: 2005, 2006, 2007, 2010
- 13-кратный победитель Единой лиги ВТБ: 2008, 2010, 2012, 2013, 2014, 2015, 2016, 2017, 2018, 2019, 2021, 2024, 2025

### Международные
- 8-кратный победитель Кубка европейских чемпионов/Евролиги: 1961, 1963, 1969, 1971, 2006, 2008, 2016, 2019
- 6-кратный финалист Кубка европейских чемпионов/Евролиги: 1965, 1970, 1973, 2007, 2009, 2012

### Неофициальные
- 6-кратный обладатель Кубка Кондрашина и Белова: 2003, 2004, 2005, 2006, 2008, 2010
- 10-кратный обладатель Кубка имени Александра Гомельского: 2010, 2011, 2012, 2013, 2014, 2015, 2016, 2018, 2019, 2020
- Чемпион NEBL: 2000
- 2-кратный обладатель Суперкубка Единой Лиги ВТБ: 2021, 2024

## Текущий состав
| \| Поз. \| № \| Гражд. \| Имя \| Дата рождения (возраст) \| Рост \| Вес \| Звание \| \| ---- \| -- \| ------ \| ------------------- \| ------------------------- \| ------ \| ------ \| ------ \| \| АЗ \| 1 \| \| Антониус Кливленд \| 2 октября 1994 (30 лет) \| 196 см \| 90 кг \| \| \| РЗ \| 2 \| \| Каспер Уэйр \| 17 января 1990 (35 лет) \| 178 см \| 79 кг \| \| \| Ц \| 3 \| \| Тони Джекири \| 23 июля 1994 (31 год) \| 213 см \| 103 кг \| \| \| ЛФ \| 4 \| \| Самсон Руженцев \| 23 октября 2001 (23 года) \| 202 см \| 95 кг \| \| \| ТФ \| 5 \| \| Александр Ганькевич \| 5 июля 1995 (30 лет) \| 201 см \| 110 кг \| \| \| РЗ \| 6 \| \| Мело Тримбл \| 2 февраля 1995 (30 лет) \| 188 см \| 86 кг \| \| \| АЗ \| 7 \| \| Иван Ухов \| 11 сентября 1995 (29 лет) \| 193 см \| 89 кг \| \| \| ЛФ \| 8 \| \| Антон Астапкович \| 29 января 1994 (31 год) \| 202 см \| 104 кг \| \| \| РЗ \| 9 \| \| Владимир Карпенко \| 7 сентября 2000 (24 года) \| 192 см \| 82 кг \| \| \| ТФ \| 10 \| \| Александр Чадов \| 20 ноября 2001 (23 года) \| 203 см \| 106 кг \| \| \| ТФ \| 11 \| \| Семён Антонов (К) \| 18 июля 1989 (36 лет) \| 202 см \| 104 кг \| \| \| Ц \| 17 \| \| Ливио Жан-Шарль \| 8 ноября 1993 (31 год) \| 206 см \| 104 кг \| \| \| ЛФ \| 21 \| \| Иван Зайцев \| 15 февраля 2004 (21 год) \| 200 см \| 89 кг \| \| \| ЛФ \| 30 \| \| Даниил Ключенков \| 11 марта 2004 (21 год) \| 200 см \| 92 кг \| \| \| ЛФ \| 41 \| \| Никита Курбанов \| 5 октября 1986 (38 лет) \| 202 см \| 105 кг \| \| | Главный тренер - Андреас Пистиолис Ассистенты тренера - Денис Годлевский - Яннис Гапкиадис Легенда - (К) — Капитан команды Последнее изменение: 16 июля 2025 года |              |                     |                           |        |        |        |
| Поз. | № | Гражд.       | Имя                 | Дата рождения (возраст)   | Рост   | Вес    | Звание |
| АЗ | 1 | Флаг США     | Антониус Кливленд   | 2 октября 1994 (30 лет)   | 196 см | 90 кг  |        |
| РЗ | 2 | Флаг США     | Каспер Уэйр         | 17 января 1990 (35 лет)   | 178 см | 79 кг  |        |
| Ц | 3 | Флаг Нигерии | Тони Джекири        | 23 июля 1994 (31 год)     | 213 см | 103 кг |        |
| ЛФ | 4 | Флаг России  | Самсон Руженцев     | 23 октября 2001 (23 года) | 202 см | 95 кг  |        |
| ТФ | 5 | Флаг России  | Александр Ганькевич | 5 июля 1995 (30 лет)      | 201 см | 110 кг |        |
| РЗ | 6 | Флаг США     | Мело Тримбл         | 2 февраля 1995 (30 лет)   | 188 см | 86 кг  |        |
| АЗ | 7 | Флаг России  | Иван Ухов           | 11 сентября 1995 (29 лет) | 193 см | 89 кг  |        |
| ЛФ | 8 | Флаг России  | Антон Астапкович    | 29 января 1994 (31 год)   | 202 см | 104 кг |        |
| РЗ | 9 | Флаг России  | Владимир Карпенко   | 7 сентября 2000 (24 года) | 192 см | 82 кг  |        |
| ТФ | 10 | Флаг России  | Александр Чадов     | 20 ноября 2001 (23 года)  | 203 см | 106 кг |        |
| ТФ | 11 | Флаг России  | Семён Антонов (К)   | 18 июля 1989 (36 лет)     | 202 см | 104 кг |        |
| Ц | 17 | Флаг Франции | Ливио Жан-Шарль     | 8 ноября 1993 (31 год)    | 206 см | 104 кг |        |
| ЛФ | 21 | Флаг России  | Иван Зайцев         | 15 февраля 2004 (21 год)  | 200 см | 89 кг  |        |
| ЛФ | 30 | Флаг России  | Даниил Ключенков    | 11 марта 2004 (21 год)    | 200 см | 92 кг  |        |
| ЛФ | 41 | Флаг России  | Никита Курбанов     | 5 октября 1986 (38 лет)   | 202 см | 105 кг |        |

## Статистика
| Сезон     | Чемпионат СССР/России                               | Кубок СССР/России                                   | Единая лига ВТБ                                     | Еврокубки                             | Главный тренер                                         |
| --------- | --------------------------------------------------- | --------------------------------------------------- | --------------------------------------------------- | ------------------------------------- | ------------------------------------------------------ |
| 1937/38   | 12-е место                                          | -                                                   | -                                                   | -                                     |                                                        |
| 1938/39   | 9-е место                                           | -                                                   | -                                                   | -                                     | Виктор Григорьев                                       |
| 1939/40   | 13-е место                                          | -                                                   | -                                                   | -                                     | Виктор Григорьев                                       |
| 1944/45   | Чемпион                                             | -                                                   | -                                                   | -                                     | Виктор Григорьев                                       |
| 1945/46   | Финалист                                            | -                                                   | -                                                   | -                                     | Виктор Григорьев                                       |
| 1946/47   | 3-е место                                           | -                                                   | -                                                   | -                                     | Виктор Григорьев                                       |
| 1947/48   | 7-е место                                           | -                                                   | -                                                   | -                                     |                                                        |
| 1948/49   | 3-е место                                           | -                                                   | -                                                   | -                                     |                                                        |
| 1949/50   | 3-е место                                           | -                                                   | -                                                   | -                                     |                                                        |
| 1950/51   | Финалист                                            | -                                                   | -                                                   | -                                     |                                                        |
| 1951/52   |                                                     | -                                                   | -                                                   | -                                     | Константин Травин                                      |
| 1952/53   | Финалист                                            | -                                                   | -                                                   | -                                     |                                                        |
| 1953/54   | Финалист                                            | -                                                   | -                                                   | -                                     | Евгений Алексеев                                       |
| 1954/55   | Финалист                                            | -                                                   | -                                                   | -                                     | Евгений Алексеев                                       |
| 1956/57   | Финалист                                            | -                                                   | -                                                   | -                                     | Евгений Алексеев                                       |
| 1957/58   | Финалист                                            | -                                                   | -                                                   | -                                     | Евгений Алексеев                                       |
| 1958/59   |                                                     | -                                                   | -                                                   | -                                     | Евгений Алексеев                                       |
| 1959/60   | Чемпион                                             | -                                                   | -                                                   | -                                     | Евгений Алексеев                                       |
| 1960/61   | Чемпион                                             | -                                                   | -                                                   | Обладатель Кубка чемпионов ФИБА       | Евгений Алексеев                                       |
| 1961/62   | Чемпион                                             | -                                                   | -                                                   | Финал четырёх Кубка чемпионов ФИБА    | Евгений Алексеев                                       |
| 1962/63   |                                                     | -                                                   | -                                                   | Обладатель Кубка чемпионов ФИБА       | Евгений Алексеев                                       |
| 1963/64   | Чемпион                                             | -                                                   | -                                                   | Четвертьфинал Кубка чемпионов ФИБА    | Евгений Алексеев                                       |
| 1964/65   | Чемпион                                             | -                                                   | -                                                   | Финалист Кубка чемпионов ФИБА         | Евгений Алексеев                                       |
| 1965/66   | Чемпион                                             | -                                                   | -                                                   | Бронзовый призёр Кубка чемпионов ФИБА | Евгений Алексеев                                       |
| 1966/67   |                                                     | -                                                   | -                                                   | -                                     | Евгений Алексеев                                       |
| 1967/68   | 3-е местo                                           | -                                                   | -                                                   | -                                     | Арменак Алачачян                                       |
| 1968/69   | Чемпион                                             | -                                                   | -                                                   | Обладатель Кубка чемпионов ФИБА       | Арменак Алачачян                                       |
| 1969/70   | Чемпион                                             | -                                                   | -                                                   | Финалист Кубка чемпионов ФИБА         | Александр Гомельский                                   |
| 1970/71   | Чемпион                                             | -                                                   | -                                                   | Обладатель Кубка чемпионов ФИБА       | Александр Гомельский                                   |
| 1971/72   | Чемпион                                             | Победитель                                          | -                                                   | -                                     | Александр Гомельский                                   |
| 1972/73   | Чемпион                                             | Победитель                                          | -                                                   | Финалист Кубка чемпионов ФИБА         | Александр Гомельский                                   |
| 1973/74   | Чемпион                                             | -                                                   | -                                                   | -                                     | Александр Гомельский                                   |
| 1974/75   | Финалист                                            | -                                                   | -                                                   | -                                     | Александр Гомельский                                   |
| 1975/76   | Чемпион                                             | -                                                   | -                                                   | -                                     | Александр Гомельский                                   |
| 1976/77   | Чемпион                                             | -                                                   | -                                                   | Финал шести Кубка чемпионов ФИБА      | Александр Гомельский                                   |
| 1977/78   | Чемпион                                             | -                                                   | -                                                   | -                                     | Александр Гомельский                                   |
| 1978/79   | Чемпион                                             | -                                                   | -                                                   | -                                     | Александр Гомельский                                   |
| 1979/80   | Чемпион                                             | -                                                   | -                                                   | -                                     | Александр Гомельский                                   |
| 1980/81   | Чемпион                                             | -                                                   | -                                                   | Финал шести Кубка чемпионов ФИБА      | Юрий Селихов                                           |
| 1981/82   | Чемпион                                             | -                                                   | -                                                   | Кубок чемпионов ФИБА                  | Сергей Белов                                           |
| 1982/83   | Чемпион                                             | -                                                   | -                                                   | Финал шести Кубка чемпионов ФИБА      | Юрий Селихов                                           |
| 1983/84   | Чемпион                                             | -                                                   | -                                                   | -                                     | Юрий Селихов                                           |
| 1984/85   | Финалист                                            | -                                                   | -                                                   | Финал шести Кубка чемпионов ФИБА      | Юрий Селихов                                           |
| 1985/86   | Финалист                                            | -                                                   | -                                                   | Кубок Сапорты 1/2 финала              | Александр Гомельский                                   |
| 1986/87   | Финалист                                            | -                                                   | -                                                   | Кубок Сапорты 1/2 финала              | Юрий Селихов                                           |
| 1987/88   | Чемпион                                             | -                                                   | -                                                   | -                                     | Юрий Селихов                                           |
| 1988/89   | 3-е место                                           | -                                                   | -                                                   | Финал восьми Кубка чемпионов ФИБА     | Юрий Селихов Сергей Белов                              |
| 1989/90   | Чемпион                                             | -                                                   | -                                                   | Финал четырёх Кубка Корача            | Сергей Белов                                           |
| 1990/91   | 4-е место                                           | -                                                   | -                                                   | Топ-16 Кубка чемпионов ФИБА           | Иван Едешко                                            |
| 1991/92   | -                                                   | -                                                   | -                                                   | -                                     | Иван Едешко Станислав Ерёмин                           |
| 1992/93   | Чемпион                                             | -                                                   | -                                                   | -                                     | Станислав Ерёмин                                       |
| 1993/94   | Чемпион                                             | -                                                   | -                                                   | Кубок чемпионов ФИБА                  | Станислав Ерёмин                                       |
| 1994/95   | Чемпион                                             | -                                                   | -                                                   | Финал восьми Кубка чемпионов ФИБА     | Станислав Ерёмин                                       |
| 1995/96   | Чемпион                                             | -                                                   | -                                                   | Бронзовый призёр Кубка чемпионов ФИБА | Станислав Ерёмин                                       |
| 1996/97   | Чемпион                                             | -                                                   | -                                                   | Кубок чемпионов ФИБА                  | Станислав Ерёмин                                       |
| 1997/98   | Чемпион                                             | -                                                   | -                                                   | Четвертьфиналист Кубка чемпионов ФИБА | Станислав Ерёмин                                       |
| 1998/99   | Чемпион                                             | -                                                   | -                                                   | 1/8 финала Кубка чемпионов ФИБА       | Станислав Ерёмин                                       |
| 1999/2000 | Чемпион                                             | -                                                   | -                                                   | 1/8 финала Кубка чемпионов ФИБА       | Станислав Ерёмин                                       |
| 2000/01   | 4-е место                                           | -                                                   | -                                                   | Финал четырёх Супролиги               | Валерий Тихоненко                                      |
| 2001/02   | 5-е место                                           | -                                                   | -                                                   | Четвертьфинал Евролиги                | Валерий Тихоненко                                      |
| 2002/03   | Чемпион                                             | Финалист                                            | -                                                   | Финал четырёх Евролиги                | Душан Ивкович                                          |
| 2003/04   | Чемпион                                             | Финалист                                            | -                                                   | 3-е место в Евролиге                  | Душан Ивкович                                          |
| 2004/05   | Чемпион                                             | Победитель                                          | -                                                   | Финал четырёх Евролиги                | Душан Ивкович                                          |
| 2005/06   | Чемпион                                             | Победитель                                          | -                                                   | Чемпион Евролиги                      | Этторе Мессина                                         |
| 2006/07   | Чемпион                                             | Победитель                                          | -                                                   | Финалист Евролиги                     | Этторе Мессина                                         |
| 2007/08   | Чемпион                                             | Финалист                                            | -                                                   | Чемпион Евролиги                      | Этторе Мессина                                         |
| 2008/09   | Чемпион                                             | 3-е место                                           | Победитель                                          | Финалист Евролиги                     | Этторе Мессина                                         |
| 2009/10   | Чемпион                                             | Победитель                                          | Победитель                                          | 3-е место в Евролиге                  | Евгений Пашутин                                        |
| 2010/11   | Чемпион                                             | -                                                   | Финалист                                            | Первый этап                           | Душко Вуйошевич Дмитрий Шакулин и. о. Йонас Казлаускас |
| 2011/12   | Чемпион                                             | -                                                   | Победитель                                          | Финалист Евролиги                     | Йонас Казлаускас                                       |
| 2012/13   | Чемпион                                             | -                                                   | Победитель                                          | 3-е место в Евролиге                  | Этторе Мессина                                         |
| 2013/14   | Чемпион                                             | Четвертьфинал                                       | Победитель                                          | 4-е место в Евролиге                  | Этторе Мессина                                         |
| 2014/15   | Чемпион                                             | -                                                   | Победитель                                          | 3-е место в Евролиге                  | Димитрис Итудис                                        |
| 2015/16   | Чемпион                                             | -                                                   | Победитель                                          | Чемпион Евролиги                      | Димитрис Итудис                                        |
| 2016/17   | Чемпион                                             | -                                                   | Победитель                                          | 3-е место в Евролиге                  | Димитрис Итудис                                        |
| 2017/18   | Чемпион                                             | -                                                   | Победитель                                          | 4-е место в Евролиге                  | Димитрис Итудис                                        |
| 2018/19   | Чемпион                                             | -                                                   | Победитель                                          | Чемпион Евролиги                      | Димитрис Итудис                                        |
| 2019/20   | Турнир досрочно отменён из-за пандемии коронавируса | Турнир досрочно отменён из-за пандемии коронавируса | Турнир досрочно отменён из-за пандемии коронавируса | Турнир досрочно отменён               | Димитрис Итудис                                        |
| 2020/21   | Чемпион                                             | -                                                   | Победитель                                          | 4-е место в Евролиге                  | Димитрис Итудис                                        |
| 2021/22   | Финалист                                            | -                                                   | Финалист                                            | Групповой этап Евролиги               | Димитрис Итудис                                        |
| 2022/23   | 3 место                                             | —                                                   | 3 место                                             | —                                     | Эмил Райкович                                          |
| 2023/24   |                                                     | —                                                   | Победитель                                          | —                                     | Эмил Райкович Андреас Пистиолис                        |
| 2024/25   |                                                     | -                                                   | Победитель                                          | -                                     | Андреас Пистиолис                                      |
|           |                                                     |                                                     |                                                     |                                       |                                                        |

## Главные тренеры
- 1945—1948 —  Виктор Григорьев
- 1948—1952 —  Константин Травин
- 1952—1967 —  Евгений Алексеев
- 1967—1970 —  Арменак Алачачян[4]
- 1970—1980 —  Александр Гомельский
- 1980—1981 —  Юрий Селихов
- 1981—1982 —  Сергей Белов
- 1982—1985 —  Юрий Селихов
- 1985—1986 —  Александр Гомельский
- 1986—1989 —  Юрий Селихов
- 1989—1990 —  Сергей Белов
- 1990—1992 —  Иван Едешко
- 1992—2000 —  Станислав Еремин
- 2000—2002 —  Валерий Тихоненко
- 2002—2005 —  Душан Ивкович[5]
- 2005—2009 —  Этторе Мессина
- 2009—2010 —  Евгений Пашутин
- 2010 —  Душко Вуйошевич
- 2010—2011 —  Дмитрий Шакулин (и.о.)
- 2011—2012 —  Йонас Казлаускас
- 2012—2014 —  Этторе Мессина
- 2014—2022 —  Димитрис Итудис
- 2022—2024 —  Эмил Райкович[6]
- 2024—н.в. —  Андреас Пистиолис[7]

## Капитаны команды
- 1944—1953 —  Евгений Алексеев
- 1954—1960 —  Аркадий Бочкарёв
- 1960—1966 —  Арменак Алачачян
- 1966—1970 —  Геннадий Вольнов
- 1970—1980 —  Сергей Белов
- 1980—1985 —  Станислав Ерёмин
- 1985—1990 —  Сергей Тараканов
- 1990—1991 —  Виктор Бережной
- 1991—1992 —  Александр Гусев
- 1992—1994 —  Максим Астанин
- 1994—1997 —  Андрей Корнев
- 1997—2000 —  Валерий Тихоненко
- 2000—2001 —  Игорь Куделин
- 2001—2002 —  Дмитрий Домани
- 2002—2003 —  Евгений Пашутин
- 2003—2006 —  Сергей Панов
- 2006—2008 —  Захар Пашутин
- 2008—2009 —  Матьяж Смодиш
- 2009—2018 —  Виктор Хряпа
- 2018—2020 —  Кайл Хайнс[8]
- 2020—2023 —  Никита Курбанов[9]
- 2023—н.в. —  Семён Антонов[10]

## Игроки

### Именные майки под сводами УСК ЦСКА
- №6 Арменак Алачачян (28.03.2013)
- №15 Владимир Андреев (28.03.2013)
- №5 Анатолий Астахов (28.03.2013)
- №10 Сергей Белов (08.11.2012)
- №8 Аркадий Бочкарёв (15.11.2013)
- №13 Геннадий Вольнов
- №9 Иван Едешко (08.11.2012)
- №4 Станислав Ерёмин (16.04.2014)
- №7 Алжан Жармухамедов (08.11.2012)
- №7 Виктор Зубков
- №8 Вадим Капранов
- №14 Евгений Коваленко
- №11 Юрий Корнеев
- №4 Александр Кульков
- №8 Андрей Лопатов
- №6 Валерий Милосердов
- №12 Анатолий Мышкин (16.04.2014)
- №12 Виктор Панкрашкин (03.04.2015)
- №6 Юрий Селихов
- №10 Михаил Семёнов (15.11.2013)
- №6 Сергей Тараканов (03.04.2015)
- №11 Владимир Ткаченко
- №9 Александр Травин

### Рекордсмены клуба по числу проведённых игр
| #  | Игрок                | Период                   | Игр |
| -- | -------------------- | ------------------------ | --- |
| 1  | Никита Курбанов      | 2002 — 2012, 2015 — н.в. | 805 |
| 2  | Андрей Воронцевич    | 2006 — 2020              | 696 |
| 3  | Виктор Хряпа         | 2002 — 2004, 2008 — 2018 | 611 |
| 4  | Сергей Панов         | 1994 — 2000, 2000 — 2006 | 556 |
| 5  | / Джон Роберт Холден | 2002 — 2011              | 519 |
| 6  | Семён Антонов        | 2013 — 2020              | 440 |
| 7  | Кайл Хайнс           | 2013 — 2020              | 414 |
| 10 | Теодорос Папалукас   | 2002 — 2008, 2012 — 2013 | 382 |
| 11 | Иван Ухов            | 2018 — н.в.              | 327 |

## Игры

### Самая крупная победа
| 16 ноября 2024 |  | ЦСКА | 110:50 | Астана | Мегаспорт, Москва |

### Самое крупное поражение
| 6 мая 2001 |  | УНИКС | 113:77 | ЦСКА | Казань |

### Игры с наибольшим и наименьшим количеством набранных очков
| 18 ноября 2018 | Протокол | ЦСКА | 119:88 | Цмоки-Минск | УСК ЦСКА, Москва |

| 19 мая 2013 | Протокол. ¼ ЕЛ ВТБ | Красные крылья | 50:49 | ЦСКА | Дворец спорта, Самара |

### Матчи против команд НБА
| 7 октября 2006 | Протокол | ЦСКА | 94:75 | Лос-Анджелес Клипперс | УСК ЦСКА, Москва |

| 11 октября 2006 | Протокол | ЦСКА | 71:85 | Филадельфия Севенти Сиксерс | Ланксесс Арена, Кёльн |

| 11 октября 2008 | Протокол | Орландо Мэджик | 94:66 | ЦСКА | Эмвей Арена, Орландо |

| 15 октября 2008 | Протокол | Торонто Рэпторс | 86:78 | ЦСКА | Эйр Канада-центр, Торонто |

| 12 октября 2010 | Протокол | Майами Хит | 96:85 | ЦСКА | Американ Эйрлайнс-арена, Майами |

| 15 октября 2010 | Протокол | Оклахома-Сити Тандер | 97:89 | ЦСКА | Форд Центр, Оклахома-Сити |

| 17 октября 2010 | Протокол | Кливленд Кавальерс | 87:90 | ЦСКА | Квикен Лоэнс-арена, Кливленд |

| 8 октября 2013 | Протокол | Миннесота Тимбервулвз | 106:108 | ЦСКА | Таргет-центр, Миннеаполис |

| 10 октября 2013 | Протокол | Сан-Антонио Спёрс | 95:93 | ЦСКА | AT&T-центр, Сан-Антонио |